# Horisme murudensis
Horisme murudensis là một loài bướm đêm trong họ Geometridae.